# Paul West
Pour l'écrivain britannique, voir Paul West (écrivain).
Pour les articles homonymes, voir West.
Paul West est un scénariste et réalisateur américain né le 26 janvier 1871 à Boston, Massachusetts (États-Unis), mort le 29 octobre 1918 dans la Seine (France).

## Filmographie

### comme scénariste
- 1912 : Bill Bogg's Windfall
- 1913 : A Lesson to Mashers
- 1913 : Edwin's Badge of Honor
- 1913 : Bill Joins the Band
- 1914 : Her Husband
- 1914 : Bill's Job
- 1914 : Bill Takes a Lady Out to Lunch... Never Again
- 1914 : Bill Saves the Day
- 1914 : Bill Organizes a Union
- 1914 : Bill Manages a Prize Fighter
- 1914 : Bill Spoils a Vacation
- 1914 : Bill and Ethel at the Ball
- 1915 : Bill Turns Valet
- 1915 : Bill Gives a Smoker
- 1915 : Boobley's Baby
- 1915 : The Victim
- 1916 : Mr. Jack Wins a Double-Cross
- 1916 : L'Amérique, champion du droit (The Velvet Paw) de Maurice Tourneur
- 1916 : The Chattel
- 1917 : Les Grandes Espérances (Great Expectations) de Robert G. Vignola
- 1917 : Her Right to Live
- 1917 : Une flétrissure (On Record) de Robert Z. Leonard
- 1917 : A Kiss for Susie de Robert Thornby
- 1918 : Woman and Wife
- 1918 : The Studio Girl
- 1918 : At the Mercy of Men
- 1918 : De Luxe Annie
- 1918 : The Ordeal of Rosetta
- 1918 : The Death Dance